# Igaporã
Igaporã is een gemeente in de Braziliaanse deelstaat Bahia. De gemeente telt 25.299 inwoners (schatting 2009).

## Aangrenzende gemeenten
De gemeente grenst aan Caetité, Guanambi, Macaúbas, Matina, Palmas de Monte Alto, Riacho de Santana en Tanque Novo.